# Perciana dentatus
Perciana dentatus là một loài bướm đêm trong họ Erebidae.